# John Black (politiker)

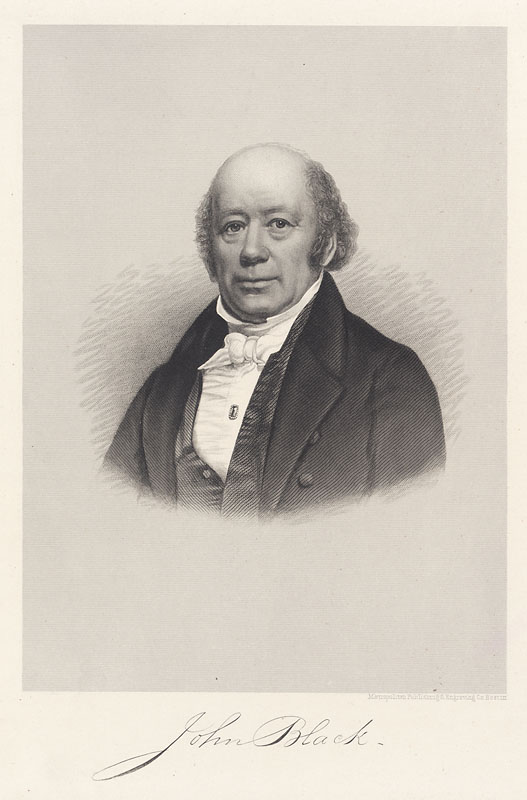
John Black

John Black, född 11 augusti 1800, död 29 augusti 1854 i Winchester, Virginia, var en amerikansk politiker och jurist. Han representerade delstaten Mississippi i USA:s senat 1832-1838. Han tillhörde whig-partiet.
Black var från Massachusetts. Han studerade juridik och inledde sin karriär som advokat i Louisiana och flyttade sedan till Mississippi. Han var domare i Mississippis högsta domstol innan han blev senator.
Senator Powhatan Ellis avgick 1832 och efterträddes av Black. Han hörde först till anhängarna av Andrew Jackson men omvaldes sedan som Jacksons motståndare och gick med i whigpartiet efter att demokraternas motståndare organiserade sig till ett parti.
Black avgick 1838 som senator och efterträddes av James F. Trotter. Han arbetade sedan som advokat i Virginia. Hans grav finns på Mount Hebron Cemetery i Winchester.